# Ochthephilum
Genre
Synonymes
- Ababactus Sharp, 1885
- Cryptobiella Casey, 1905
- Cryptobium Mannerheim, 1831
- Epimachus Gistel, 1834
- Neobactus Blackwelder, 1939

Ochthephilum est un genre de coléoptères de la famille des Staphylinidae, de la sous-famille des Paederinae, de la tribu des Paederini et de la sous-tribu des Cryptobiina.

## Espèces
Ochthephilum abdominale - 
Ochthephilum aethrum - 
Ochthephilum agile - 
Ochthephilum alienum - 
Ochthephilum alternans - 
Ochthephilum angustea - 
Ochthephilum angustulum - 
Ochthephilum angustum - 
Ochthephilum antiquum - 
Ochthephilum antoniensis - 
Ochthephilum apicatum - 
Ochthephilum arduus - 
Ochthephilum arrowi - 
Ochthephilum basale - 
Ochthephilum bernhaueri - 
Ochthephilum besucheti - 
Ochthephilum biforme - 
Ochthephilum bisulcatum - 
Ochthephilum biwakense - 
Ochthephilum brachypterum - 
Ochthephilum brasilianum - 
Ochthephilum brevipenne - 
Ochthephilum brevispinosum - 
Ochthephilum celatus - 
Ochthephilum certatus - 
Ochthephilum chibaense - 
Ochthephilum chontalensis - 
Ochthephilum cognata - 
Ochthephilum collare - 
Ochthephilum coloratus - 
Ochthephilum confinis - 
Ochthephilum curtipennis - 
Ochthephilum corumbanum - 
Ochthephilum curticorne - 
Ochthephilum curtum - 
Ochthephilum cuyabanum - 
Ochthephilum cylindricum - 
Ochthephilum dabide - 
Ochthephilum darlingtoni - 
Ochthephilum derasus - 
Ochthephilum dubiosum - 
Ochthephilum egregium - 
Ochthephilum elegans - 
Ochthephilum errans - 
Ochthephilum erythrothorax - 
Ochthephilum femorale - 
Ochthephilum filarius - 
Ochthephilum fimbria - 
Ochthephilum fluentum - 
Ochthephilum fluviatile - 
Ochthephilum fracticorne - 
Ochthephilum fracticornis - 
Ochthephilum fuscipenne - 
Ochthephilum grandiceps - 
Ochthephilum hamatum - 
Ochthephilum harusawai - 
Ochthephilum hokkaidense - 
Ochthephilum iheringi - 
Ochthephilum impavidum - 
Ochthephilum inquisitor - 
Ochthephilum jacquelini - 
Ochthephilum japonicum - 
Ochthephilum jejunus - 
Ochthephilum klimai - 
Ochthephilum kurosai - 
Ochthephilum laticolle - 
Ochthephilum lithocharina - 
Ochthephilum longiceps - 
Ochthephilum longicorne - 
Ochthephilum mixtus - 
Ochthephilum modestus - 
Ochthephilum monticola - 
Ochthephilum nasutus - 
Ochthephilum nigrotestaceum - 
Ochthephilum obsoletum - 
Ochthephilum ochropus - 
Ochthephilum okinawaense - 
Ochthephilum opacifrons - 
Ochthephilum ovaticeps - 
Ochthephilum paludicola - 
Ochthephilum pangaoense - 
Ochthephilum parvipenne - 
Ochthephilum pectorale - 
Ochthephilum permutatum - 
Ochthephilum phaenomenale - 
Ochthephilum placidus - 
Ochthephilum plagiicolle - 
Ochthephilum prolixum - 
Ochthephilum pseudoprolixum - 
Ochthephilum pumilio - 
Ochthephilum puncticollis - 
Ochthephilum punctipenne - 
Ochthephilum ruficolle - 
Ochthephilum ruficorne - 
Ochthephilum rugosipennis - 
Ochthephilum salvini - 
Ochthephilum scrobiculatum - 
Ochthephilum scutigerum - 
Ochthephilum sedatus - 
Ochthephilum semiopacum - 
Ochthephilum sharpianum - 
Ochthephilum shibatai - 
Ochthephilum shinanse - 
Ochthephilum silvaticum - 
Ochthephilum silvestre - 
Ochthephilum spinipes - 
Ochthephilum striatipenne - 
Ochthephilum subaeneipenne - 
Ochthephilum subfractum - 
Ochthephilum subgracilis - 
Ochthephilum sulphuripes - 
Ochthephilum tenuicornis - 
Ochthephilum tinctipennis - 
Ochthephilum traili - 
Ochthephilum trinitatum - 
Ochthephilum triste - 
Ochthephilum tropicum - 
Ochthephilum turkestanicum - 
Ochthephilum uenoi - 
Ochthephilum umbratus - 
Ochthephilum yunnanense